# ヒズ・マジェスティーズ・シアター (パース)
ヒズ・マジェスティーズ・シアター（His Majesty's Theatre）は、西オーストラリアのパースにあるエドワード王朝様式のバロック建築の劇場である。

## 概要
1902年から建設が始まり、1904年に完成した。建築期間中はパースが都市として大いに成長した時期であり、劇場はパースの中央ビジネス区域にあるヘイ通りとキング通りの交差する角に面している。劇場が開業した当時は、オーストラリアでは最大規模を誇り、2,500席を越える客席が設置されていた。また、同劇場は、パースの中で建設された建物のうち、鉄筋コンクリートで建設された最初のビルディングであるとも考えられている。
劇場では、大規模なミュージカルやバレエ、オペラ、シェイクスピア劇やその他の多くの催し物が開催されてきた。何度も改修されており、その中でも特に1970年代後期の、州政府が購入して劇場の装飾を修復した作業が有名である。その時同時に設備を最新のものにしている。この時以降、劇場は、西オーストラリア・バレエと西オーストラリア・オペラ・カンパニーの本拠地となっている。なおバレエ団もオペラ・ハウスも、どちらも定期的に公演を行っている。
西オーストラリアの文化の基礎を支え創り出してきたこの劇場の重要性は、州の伝統的遺産の一覧表と国有財産の一覧表に、この劇場が掲載されていることからも理解できる。この劇場は「州遺産の象徴」とも呼ばれており、オーストラリア国内に存在するエドワード7世時代の劇場としては、残存しかつ使用されている唯一の劇場だと考えられている。

## 建設
20世紀の変わり目において、パースは高成長期を迎えていた。西オーストラリアのゴールド・ラッシュがその原因であった。このゴールド・ラッシュがもたらした繁栄の結果、豪奢なバロック風建築物の建造がますます増加した。地元の政治家であったトーマス・モロイは1896年にメトロポール・ホテルの建設を、そして1897年には隣接する1200席のシアター・ロイヤルの建設を依頼したのだが、こうした劇場の建設が依頼されるということは、成長しつつある街において、十分に設備の整った劇場として初めてのものが要求されているのだということを意味していた。この複合ビルが完成してすぐに、モロイはもう一度同じ建築家に、ホテルと劇場が一つに統合された「陛下の劇場とホテル」と名づけられた複合ビル－先ごろ即位したエドワード7世に敬意を表して名前がつけられた－を設計するよう、依頼したのである。この建築家がウィリアム・G・ウルフであった。この新しい劇場の建設場所として選ばれたのが、キング通りとヘイ通りが交差する角であった。1896年には、「古きよきイングランドの見本市」の発祥の地となった場所である。1902年6月に、モロイはパース事前許可裁判所に劇場建設の許可を申請した。そして最終的に許可を得た際に、モロイは1年以内に完成させることを確約したのである。

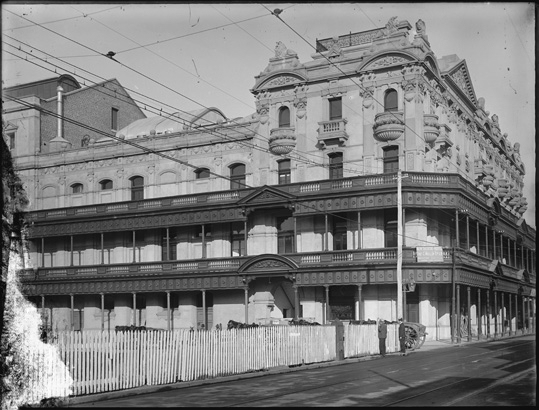
1904年の建設中完成間近の劇場。通りに面した側に初期のバルコニーが見られる

劇場建設のための入札が行われることが発表され、工事はフレデリック・ウィルヘルム・グスタフ・リーブによって落札された。ザクセンからの移民で、これまでにブルガリアの首都ソフィアにある国会議事堂を建設し、またハンガリーの首都ブダペストにあるハンガリー国立歌劇場の建設に携わった人物であった。落札額は4万6千ポンドで、そのうち建物の建設費用だけでも4万3千ポンドに達していた。モロイとリーブとの間の建設契約は1902年に結ばれ、リーブの部下となる現場監督にハインリヒ・シュミットが就任した。建設現場で地面を深く掘削する工程がすぐに開始され、建物の基礎と地下部分の建設の準備が始まった。
建設が続いている間に、建物の基礎の安定性に関して、現場に地下水面があり、また地下水流が存在することから、公的な場で疑問が提起されるようになった。リーブは、建築家や技師達と協議してから、設計の見直しを行った。この見直しでは、湧き出す水を排水する設備を拡充したのである。リーブはモロイに対して修正案を提示し、これに沿って作業を進めた。リーブにしてみればモロイが修正案を了解したのだと考えてのことだった。建設は進み、建物は予定の期日に完成した。モロイが建設工事に対してリーブに支払いをするときがとうとうやってきた。ここで、構造上の欠陥に対処するための追加費用である1万7千ポンドを支払う責任は誰にあるのかという点に関して、紛争が発生したのである。モロイは、パースで、最も訴訟が好きなビジネスマンの一人だとみなされていた。そしてやはりモロイは契約当初の金額以上の支払いを拒否したのである。「追加工事を実施するに当たっては、モロイが承認したことを示す署名入りの書類がなければならない」という当初の契約に基づいての行動であった。リーブは訴訟を起こし、高等裁判所から国王諮問機関にまで訴え出た。必然的に国王諮問機関からはリーブに有利な裁定が下された。しかし、そうはいうものの、彼が負っていた費用は法外なものであった。
衛生中央委員会によって、建物の耐火性について支障があることを土壇場で指摘されたものの、問題を解決して、劇場は1904年のクリスマス・イヴの夜8時に正式に営業を開始した。シィルヴィア・フォレストと、彼女の叔父でもあり、また前首相でもあるジョン・フォレストが臨席しての開業であった。初演の夜には「ポラードの大人のオペラ・カンパニー」が「アリババと40人の泥棒」を上演した。しかし、開業日をこの日にしたことは不運なことであったし、この初演は売り切れにはならなかった。

### 建築技術
営業開始当時、ヒズ・マジェスティーズ・シアターはオーストラリアの劇場の中で最大のものであった。そして同時に、オーストラリア国内で最大の舞台と、最も高さのあるフライ・タワーを備えていた。複合ビルは、鉄筋コンクリートを用いて建設され、パースではもちろん、もしかするとオーストラリア全土でも鉄筋コンクリートを使用した最初の建築物であったかもしれない。建物は4階建てで、その特徴は、19世紀の英国とヨーロッパの影響を受けていた。それは、連邦建築様式あるいはエドワード朝バロック様式建築の「典型的な一例」とでも言えるものであった。
ウルフが設計した建物としては、モロイのシアター・ロイヤル・コンプレックスよりもさらに壮大なものであった。そして内部の鉄扉で劇場から区切られたホテル部分には65室の客室が備え付けられていた。ホテルには、ビリヤード室、談話室、そしてバーが6つあり、劇場に出向いてきた常連客のもてなしに使用された。建物全体では272トン（60万ポンド）の重量の鉄と鋼鉄、地元で製造された375万個のレンガ、輸入大理石、ミントン焼きのタイル、ビクトリア州キャッスルメインのスレートが使用されている。電動式のリフトで屋根に上がることができ、展望台からは街全体を一望することができた。

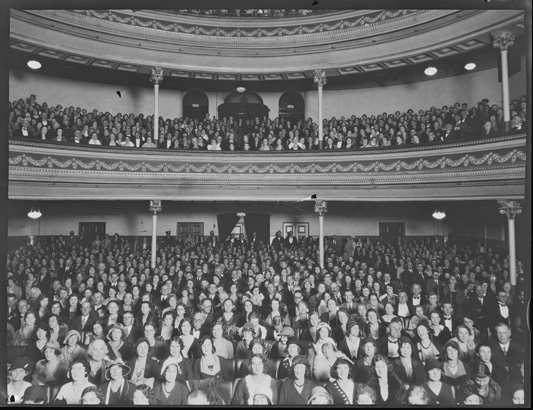
1932年 観客席の聴衆

観客席のプロセニアム・アーチには傾斜した20メートル×23メートルの大きさの舞台が付属していた。観客席の大きさは23メートル×21メートルで、もともとの収容人員は3つの階にわたって2,584席となっていた。劇場の内装は典型的なエドワード7世時代風の馬蹄形をしており、観客が役者により近づく構造となっていた。舞台前方の特別席が974席、劇場2階の正面席が540席、3階の観覧席が1074席、これらに加えて個別のさじき席を備えていた。
劇場はいくつか冷房装置を採り入れていた。小さな滝が合わせて4つ、左右のプロセニアム・アーチの横に設置されており、電動ファンや格納式の丸天井と連動して、観客席を冷やす仕組みになっていた。丸天井は真ん中で割れて、それぞれ左右にすべり込ませて開くことができた。丸天井は傘を真似た飾り付けがなされており、金と銀の渦巻模様の装飾が施されていた。その後、人工の滝はほどなくして撤去された。
劇場の外観は、当初は2つの階の平行した縁側式の手すりつき台が並んでいた。このベランダが壮麗な壁に浮き彫りを与えていた。しかしこのベランダは1947年から48年にかけて撤去された。それは、当局が、ベランダの支柱が道路にせり出している様子を見て交通の障害となり、危険だとみなしたからである。その結果、劇場の最上階の外観の装飾と三階部分から一階部分にかけての装飾との間の不釣り合いが露わになった。この不具合は、以前はベランダがあったために目立たずに済んでいたのである。

## その後の歴史と改装
開業以来70年の間、劇場では伝統的なシェイクスピア劇や歌劇が上演され、また政治集会やボクシングの試合が開催され、映画が上映されてきた。劇場は特にその音響の良さで知られていた。第二次大戦中、劇場は主に映画館として機能していた。というのも旅行会社に渡航先制限が課されていたためである。
当初の所有者だったトーマス・モリーは、様々な相手に劇場を貸し付けた。その相手の中には、ベン・フラーとジョン・フラー、地元のプロデューサーであるアニタ・フィッツジェラルド（Anita Fitzgerald）などがいた。その他の借り主としては、ジェイ・シー・ウィリアムソン有限会社があげられる。この会社が劇場をミュージカルの本場にしたと言われている。劇場は1912年に9,000ポンドの費用をかけて修理された。そして1948年に11,000ポンドをかけてもう一度修理されたのである。後者の修繕には新しい舞台裏の電気設備の取りつけが含まれており、また、その期間は、通りに面した部分のバルコニーを撤去した時期と重なっていた。1952年、劇場はエッヂリー家が賃借して「ロシアの壮大なショー」に使用された。1960年にはエッヂリーとドウのために再度改装され、その費用は7,000ポンドに上った。エッヂリーは結局1969年に劇場を購入することになった。しかし1974年にパース・エンターテインメント・センターが完成すると、エッヂリー・プロダクションはそちらに比重を移した。新しく完成したパース・コンサート・ホールも好んで使用されることになった。というのも、ヒズ・マジェスティーズ・シアターの設備が時代遅れとなり、全体として荒廃が進んでいたからである。劇場は1976年にサー・ノーマン・リッジに売却された。
数年の間、劇場の将来がどうなるのかよくわからないという状態が続き、劇場を保存しようという運動も起きた結果、1977年、西オーストラリア政府が劇場を買い上げた。1974年4月の選挙での、新しい美術館（西オーストラリア州立美術館）及び文化施設（パース・カルチュラル・センター）と連動して劇場の保持と復元を図るという公約にこだわった結果、1977年にチャールズ・コート連立政府は1,050万オーストラリア・ドルをかけて改装を実施したのである。劇場が改装のために一時的に閉館する前の最後の演目は、ギルバート・アンド・サリヴァン・クラブの25周年記念の作品である「アイオランセ」であった。改装には3年が当てられ、二人の建築家、ヒルとパーキンソンが作業を監督した。
この改装によって、ホテルと劇場が複合しているという開業当初から続く状況に、大きな構造上の変化がもたらされることになった。最初、劇場は2階建てのコンサート・ホール形式となるよう大きく作り替えることが提案されていた。しかし、建築家であるピーター・S・パーキンソンはこの根本的に劇場の設計を変更してしまうやり方に抵抗し、より変化の小さなやり方での修復作業を選んだのである。客席内では特別席の鉄筋コンクリートの床が基準を満たさないとして全て交換された。それに加えて、上層階の一つで、壁が建築時の計画通りに梁で支えられているはずなのがそうなっていないことが発見された。厳しい非難をあびた支柱は、観客席からの視線の妨げにならないよう、後退させられた。傾斜のある舞台は、新しい平らな舞台に交換された。プロセニアム・アーチは2メートル幅が拡げられ、建設当初のアーチを漆喰で型どりしたもので装飾された。錫の型どりで装飾されていた天井も、漆喰で型取ったコピーに交換された。屋根のすべり丸天井は永久に封鎖され、1904年当時の設計に見合った修飾が施された。オーケストラ席も拡げられ、新しい照明と、釣り合いを取るための錘（おもり）が設置された。
複合建築のうちのホテル部分は、劇場から切り離された。そして、契約を結んでいる西オーストラリア・オペラと西オーストラリア・バレエの本拠地とするべく改装された。また、巡業中の他のオペラハウスやバレエ団の楽屋としても使用できるようにした。そして、もう一棟、別の建物が劇場の後方に建てられ、新たな衣装室と下稽古室として使用されることになった。新しい空調装置も導入された。

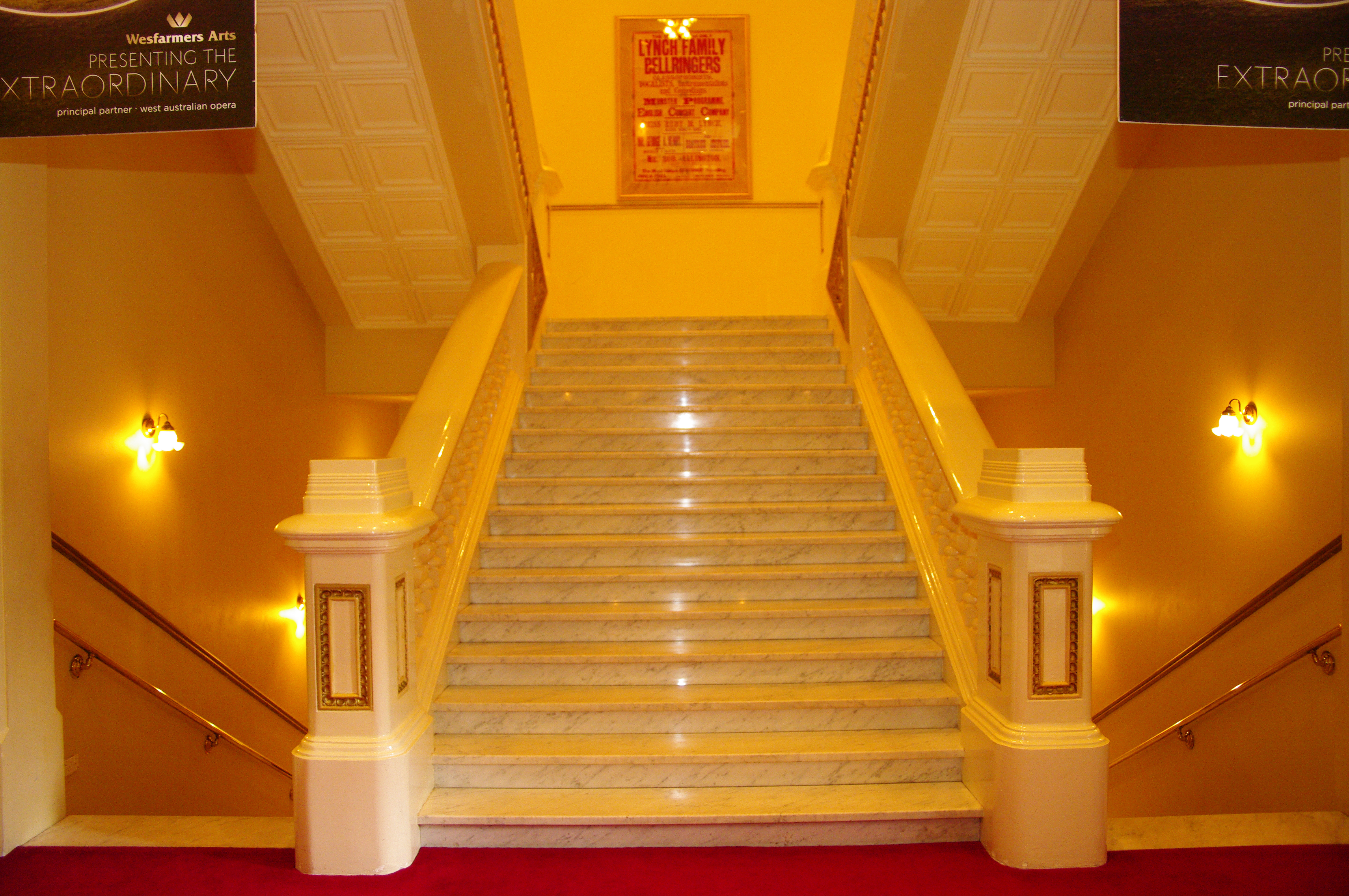
1980年の改装で新設された大理石の階段。階下に伸びる階段は当初のもの。キング通り側にて（2011年撮影）

壮大な大理石でできた階段は場所を移され、広い玄関が作られた。階段の、大理石で作られた踏み板は交換されていたが、元々作られた時から変わらない手すりはそのまま残された。以前はホテルのスポーツマンズ・バーだった場所は、劇場の新しい切符売り場として使用されることになった。キング通りから入る側面の入口は、避難用出口とされた。車の騒音を減らすために、劇場の壁には防音工事が施された。
改装中、将来どのように劇場を管理していくのが最善なのか、この点について議論が起きることとなった。好ましいと考えられた選択肢は、受託団体を設立し運営を任せることで、そうすれば、芸術を提供することに最も集中することができ、作品が商業的に成功するかどうかといったことに悩まされることがなくなるだろうと考えられたのである。しかし、1979年2月8日、最高裁判所はヒズ・マジェスティーズ・シアターがTVW有限会社によって運営されることになったと発表した。ところがこの会社は対抗相手であるパース・エンターテインメント・センター（Perth Entertainment Centre）の所有者でもあった。そのため、運営内容が競合する可能性があることをめぐって激しい抗議が巻き起こった。その結果1979年6月に、TVWは劇場の管理を辞退することとなった。そして、代わりにパース・シアター・トラストが創設され、劇場の運営が引き継がれることとなった。ヒズ・マジェスティーズ・シアターは、1980年5月28日、ついに営業を再開した。座席数は削られて1,250席となった。
ヒズ・マジェスティーズ・シアターは、長きにわたって、西オーストラリアの歴史を体現する芸術作品の一つと考えられてきた。1978年、劇場が国民的財産として登録された。1994年4月8日、西オーストラリアの遺跡建築として暫定的な登録の中に含まれる。その後、1994年12月16日、永久登録とされた。2004年12月、劇場は、州の遺産の象徴的存在と認定された。2001年2月以降、舞台芸術博物館の本拠地となっている。
2004年には、劇場はその開業100周年を祝うと同時に、100周年を記念して、デイヴィッド・ハフの劇場の歴史についての著作集を出版している。2006年には、世界で同じ名前を持ち、現在も残っている唯一の劇場であるスコットランド、アバディーンのヒズ・マジェスティーズ・シアターと双子縁組み（姉妹提携）している。パースのヒズ・マジェスティーズ・シアターは、オーストラリア国内のエドワード王朝時代に作られた劇場としては、唯一営業しているものだと考えられている。そして劇場は現在、パース・シアター・トラストの代理人であるエイ・イー・ジー・オグデンによって、運営されている。（エイ・イー・ジー・オグデンはパース・コンサート・ホールも管理している。）

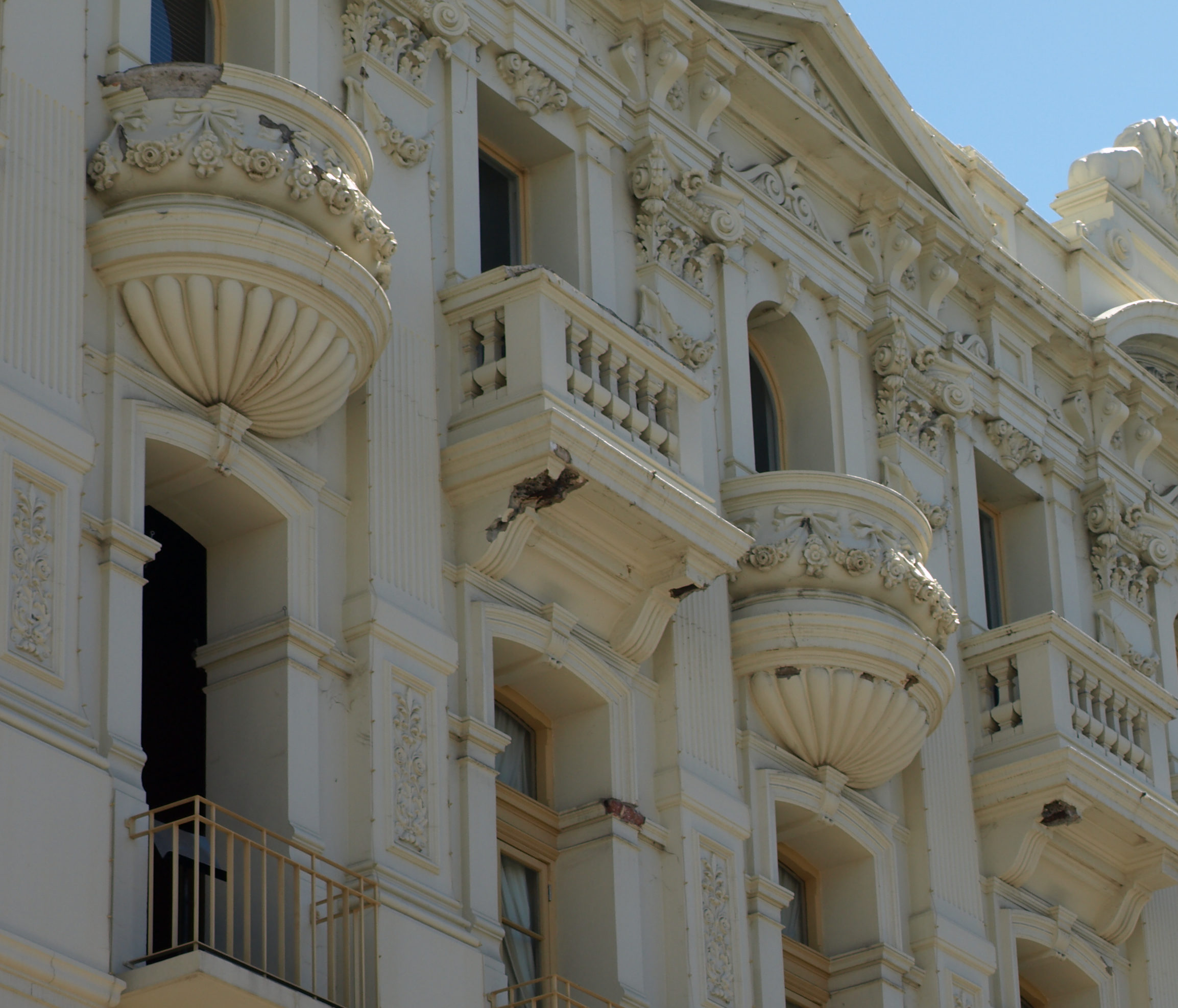
建物正面の老朽化の様子（2009年撮影）

2008年、サヴコー（コンクリートと鋼鉄を使用した修復技術を専門とする会社）がヒズ・マジェスティーズ・シアターの精密な調査を行う契約を交わした。この調査によって、外装にいくつもの欠陥があることが明らかとなり、その結果安全性に問題があることが指摘された。2010年、損傷したコーニスとコーベルの修復を含む企画が実施された。損傷した修飾物は現代の修繕用モルタルを使用して修復され、完全に再現することができた。ミック・サマーズが外装を取り巻く絢爛豪華な花の制作の責任者だった。この花の制作は、原型からラテックスで型どりをして完成させることができた。構造物の劣化により、バルコニーのうちの多くは完全に作り直されることになった。そのバルコニーの持つ多くの特徴の内、二枚貝の形の基礎と曲線状の外郭、漆喰の仕上げ、こうしたものは、多くの異なる過程を経て、ようやく原型を再現することができたのである。ラテックスによる型どりと、伝統的な建築技術の両方が用いられて、バルコニーを耐久性のあるものにすることができたのだった。

## 画像

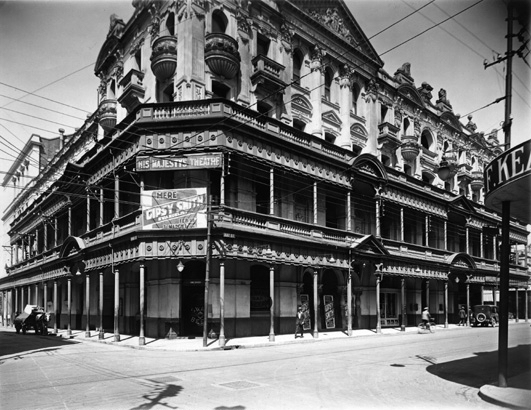
1926年の劇場外観。下層階のバルコニーが見られる。
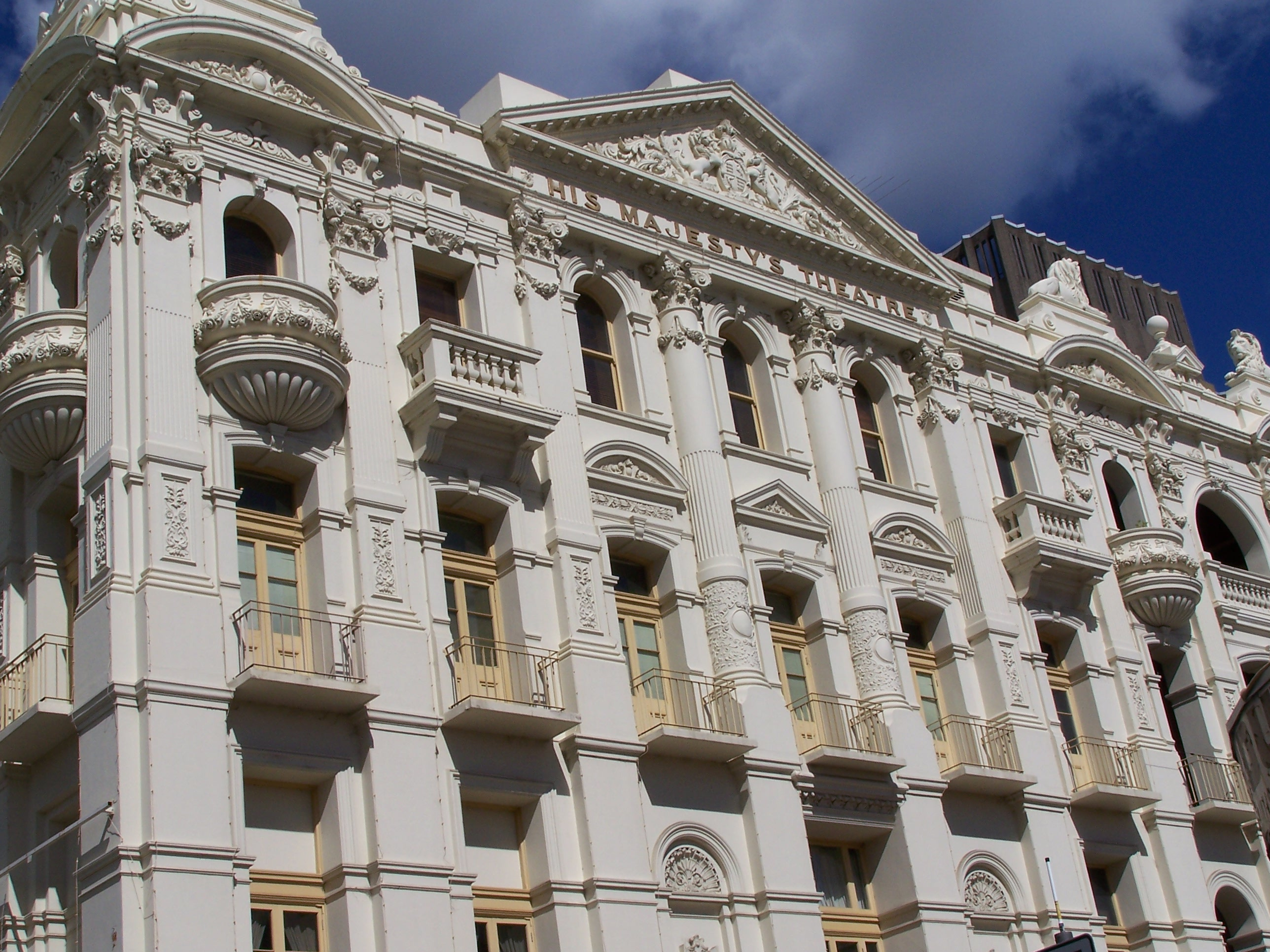
ヘイ通り（Hay Street）側の外観（2006年）
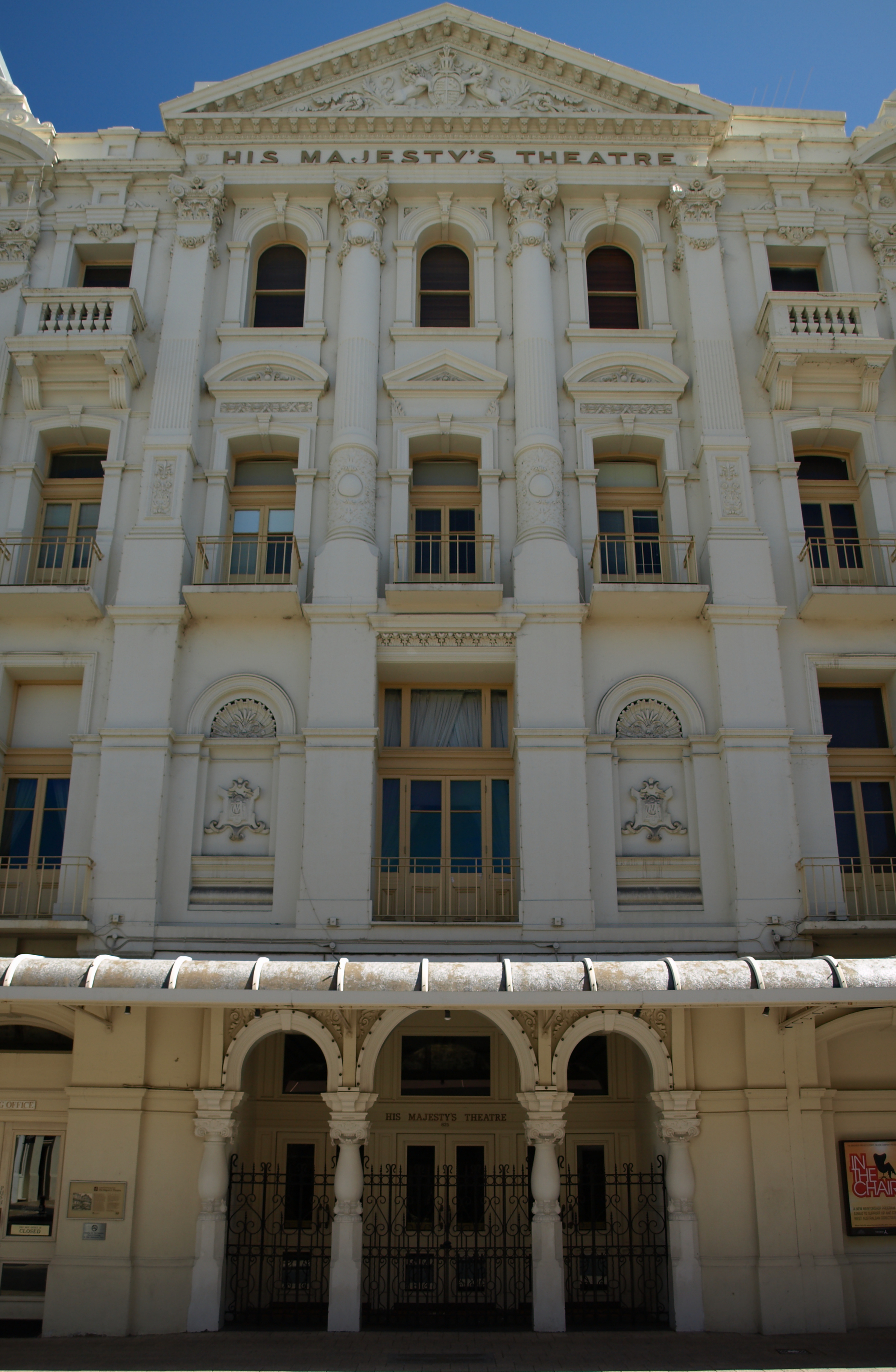
正面入口
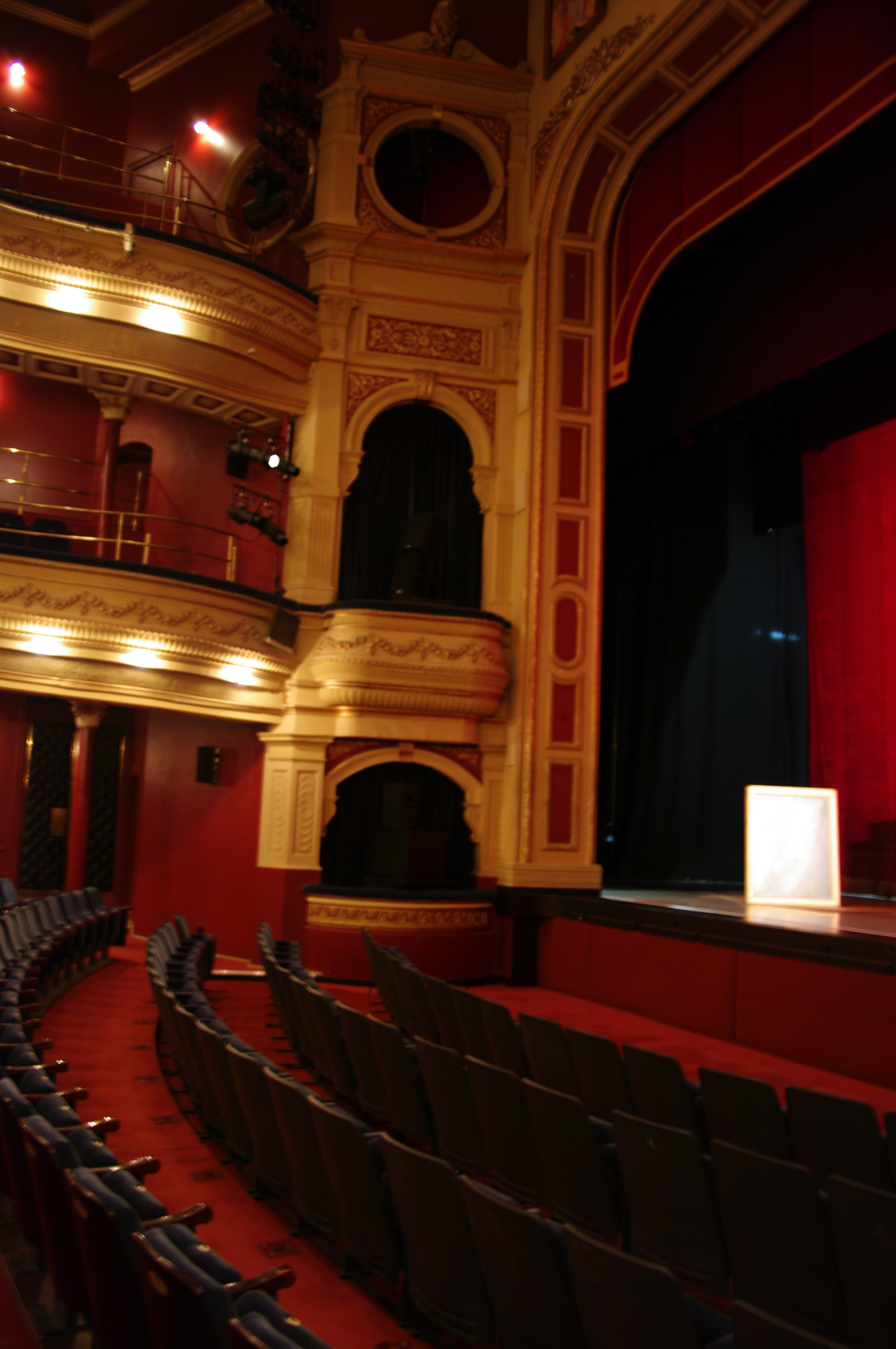
舞台袖とボックス席（2009年）

## 著名な上演内容
西オーストラリア・オペラと西オーストラリア・バレエの本拠地であるということに加えて、ヒズ・マジェスティーズ・シアターは長きにわたって有名な出演者達の演目を上演してきた。
- Edouard Borovansky（英語版） – チェコ系オーストラリア人 バレエダンサー。1945-1960年に "Borovansky Ballet Company" 5公演。
- クローデット・コルベール – フランス生まれ アメリカの女優。
- Peter Cook（英語版） – イギリスのコメディアン。ダドリー・ムーアと共にツアー公演
- マーゴ・フォンテイン – イギリスのバレリーナ。
- アメリータ・ガリ＝クルチ – イタリアのコロラトゥーラ・ソプラノ歌手。
- ジュディ・ガーランド – アメリカの女優・歌手。1964年に公演。
- ジョン・ギールグッド – イギリスの役者・歌手。
- パーシー・グレインジャー – オーストラリア生まれのピアニスト・作曲家。
- レックス・ハリソン – イギリスの役者。
- ロバート・ヘルプマン – オーストラリアの役者・ダンサー。1955年、3つのシェイクスピア劇でキャサリン・ヘプバーンと共演。
- キャサリン・ヘプバーン – アメリカの女優。1955年、3つのシェイクスピア劇でロバート・ヘルプマンと共演。
- バリー・ハンフリーズ – オーストラリアのコメディアン、デイム・エドナ・エバレッジ演じることで知られる。
- Harry Lauder（英語版） – スコットランド人エンターテイナー。1923年に公演。
- ヴィヴィアン・リー – イギリスの女優。1962年オールド・ヴィック・シアターにて十二夜 主演。
- ネリー・メルバ – オーストラリアのソプラノ歌手。
- Gladys Moncrieff（英語版） – オーストラリアの歌手・舞台女優。
- ダドリー・ムーア – イギリスの役者・コメディアン。Peter Cookと共にツアー公演。
- アンナ・パヴロワ – ロシアのバレリーナ。
- ジェフリー・ラッシュ – オーストラリアの役者。
- マギー・スミス – イギリスの女優。
- Dame Sybil Thorndike（英語版） – イギリスの女優。
- Emlyn Williams（英語版） – ウェールズ人の役者。1958年チャールズ・ディケンズを演じる。
- イアン・マッケラン イギリスの役者。2010年 "Waiting for Godot" 主演。
- ジェームズ・アール・ジョーンズ – アメリカの役者。2013年 "Driving Miss Daisy" 主演。
- アンジェラ・ランズベリー – イギリス系アメリカ人の役者。2013年 "Driving Miss Daisy" 主演。

## 脚註
出典
1. 1 2 3 4 5 6 7 8 9 10 11  “About Us”.   His Majesty's Theatre. 2009年1月31日時点のオリジナルよりアーカイブ。2009年2月7日閲覧。
2. 1 2 3 4 5 6 7 8 9 10 11 12 13  “Assessment Documentation” (PDF). Register of Heritage Places.   Heritage Council of Western Australia (1995年2月28日). 2009年2月8日閲覧。
3. 1 2  Hough, p. 65
4. ↑  Gervas, p. 44
5. 1 2 3 4 5 6  Gervas, p. 45
6. 1 2 3 4 5 6 7  King, Ivan. “Programme Biography of 'The Maj'” (PDF).   His Majesty's Theatre. 2008年7月19日時点のオリジナルよりアーカイブ。2009年2月8日閲覧。
7. 1 2 3  Hough, p. 73
8. ↑  Gervas, pp. 15-16, 45
9. ↑  Hough, p. 63
10. 1 2 3  Hough, p. 75
11. ↑  Gervas, pp. 45-46
12. ↑  Gervas, p. 48
13. 1 2 3 4  Gervas, pp. 49-54
14. 1 2  Hough, p. 62
15. ↑  Hough, p. 76
16. 1 2 3 4 5 6 7 8  Banks, Ron (2004年5月26日). “His Majesty's Theatre opening night”. The West Australian（英語版）:  p. 20
17. 1 2 3 4 5 6 7 8 9 10 11 12 13 14 15 16 17 18  “The Original His Majesty’s - 1904” (PDF).   His Majesty's Theatre. 2008年7月19日時点のオリジナルよりアーカイブ。2009年2月8日閲覧。
18. 1 2 3  Hough, p. 87
19. 1 2 3 4  Hough, p. 78
20. ↑  Gervas, p. 49
21. 1 2  Hough, p. 89
22. 1 2 3 4 5 6  Hough, p. 86
23. 1 2 3 4  Hough, p. 34
24. ↑  Hough, pp. 34-38
25. ↑  Hough, p. 30
26. ↑  Hough, p. 85
27. ↑  Hough, pp. 30-34
28. 1 2  Hough, p. 38
29. 1 2 3  “His Majesty's Theatre”.   Department of Culture and the Arts. 2009年7月10日時点のオリジナルよりアーカイブ。2008年2月7日閲覧。
30. 1 2 3 4 5  Hough, pp. 45-49
31. ↑  "His Majestys Theatre, 825 Hay St, Perth, WA, Australia  (Place ID 16697)". Australian Heritage Database (英語). Department of the Environment. 2009年2月8日閲覧。
32. ↑  “Permanent Entry” (PDF). Register of Heritage Places.   Heritage Council of Western Australia. 2009年2月8日閲覧。
33. ↑  “Perth Concert Hall”.   Department of Culture and the Arts. 2008年2月7日閲覧。
34. ↑  Richard Offen (2011年10月13日). “Heritage News - Number 6: Spring 2011” (PDF). Heritage News.   City of Perth. 2011年12月1日閲覧。
35. ↑  Hough, p. 208

参考資料
- Gervas, Stan (2004) [1991]. Five Graves in Dalwallinu. Maylands（英語版）: Gervas Books. ISBN 0-646-06820-2 ("Gervas").
- Hough, David (2004). Hutchison, June. ed. A Dream of Passion: The Centennial History of His Majesty's Theatre. Perth: His Majesty's Theatre. ISBN 1-920843-09-4 ("Hough").